# Dexiomimops crassipes
Dexiomimops crassipes là một loài ruồi trong họ Tachinidae.